# Estação Comendador Soares
Comendador Soares é uma estação de trens metropolitanos do Rio de Janeiro, localizada no município de Nova Iguaçu, no bairro Comendador Soares.

## História

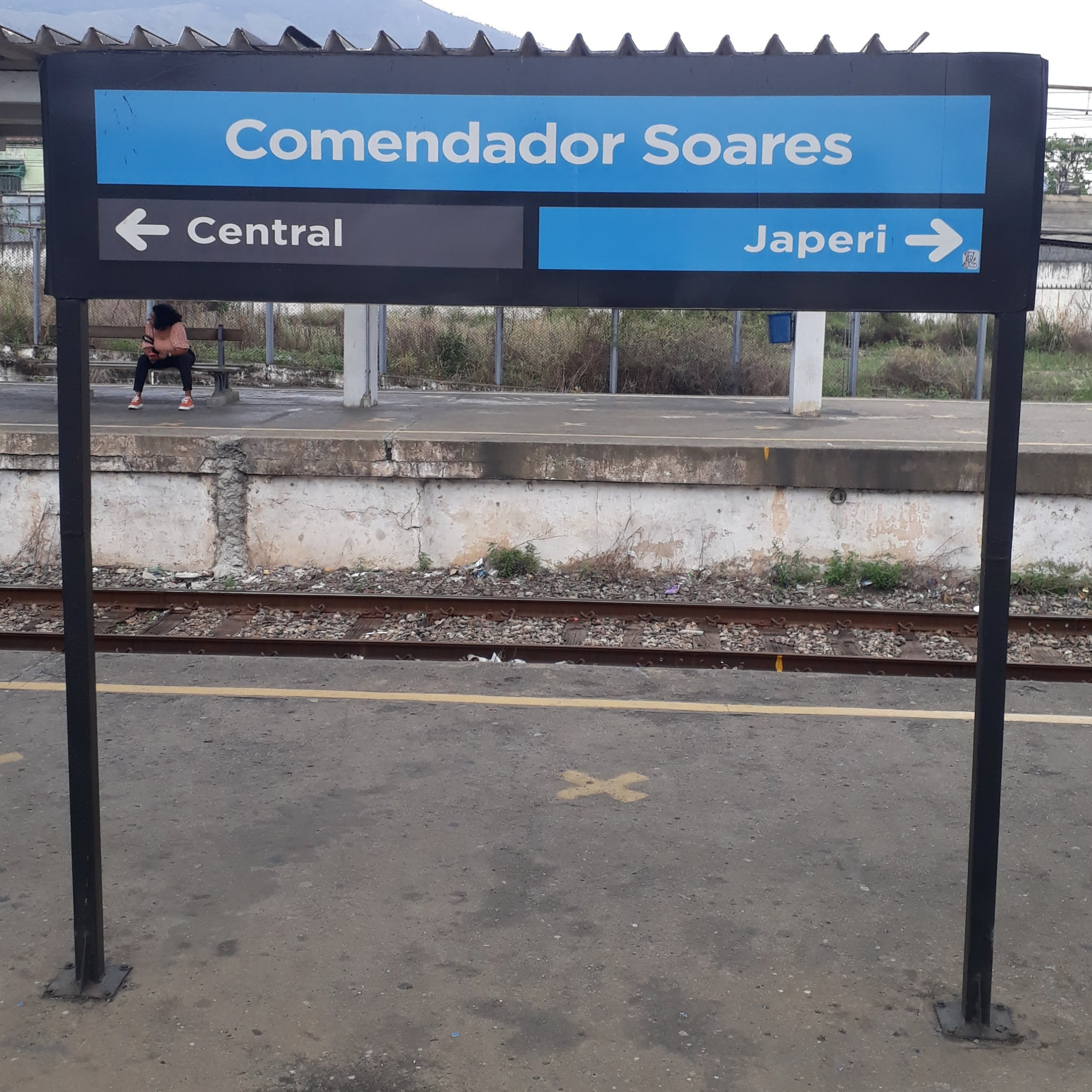
Placa Comendador Soares

Foi inaugurada em 1890 como estação de Morro Agudo. Após a década de 1930 a sua denominação foi alterada para Comendador Soares.
É atualmente uma estação de trens metropolitanos gerenciada pela Supervia. O prédio antigo, e talvez original, foi mantido embora tenha havido o aumento das plataformas, além de obras para a implantação de modernas passarelas.

## Plataformas
Plataforma 1A: Não é utilizada
Plataforma 1B: Sentido Japeri
Plataforma 2C: Sentido Central do Brasil
Plataforma 2D: Não é utilizada

## Fonte
- Max Vasconcellos: Vias Brasileiras de Comunicação, 1928;